# Paul Massey (Ruderer)
Paul Mackintosh Orgill Massey (* 12. März 1926 in Brighton; † 21. Oktober 2009 in Birmingham) war ein britischer Ruderer und Olympiazweiter im Achter.
Paul Massey war 1948 Ersatzmann für das Boot der University of Cambridge beim Boat Race. Bei den Olympischen Spielen 1948 in London war Massey Mitglied des britischen Achters. Christopher Barton, Michael Lapage, Guy Richardson, Ernest Bircher, Paul Massey, Charles Lloyd, David Meyrick, Alfred Mellows und Steuermann Jack Dearlove erreichten das Ziel mit zehn Sekunden Rückstand auf den US-Achter, hatten aber drei Sekunden Vorsprung vor den drittplatzierten Norwegern.
1949 und 1950 gewann Massey mit dem Achter von Cambridge beim Boat Race. Bei den Olympischen Spielen 1952 in Helsinki ruderte Massey im Vierer mit Steuermann. Die Briten belegten den vierten Platz mit vier Sekunden Rückstand auf den drittplatzierten US-Vierer. Massey war nach seinem Studium als Arzt tätig, 1964 betreute er das britische Team bei den Olympischen Spielen in Tokio.